# Carlos Nóbrega
Carlos Nóbrega (Funchal, 19 de Setembro de 1979) é um cantor e ator portugués, natural da ilha da Madeira.

## Biografia
Carlos participou em 1996 no programa Cantigas da Rua (SIC - TV Channel), onde saiu vencedor da Eliminatória na cidade do Funchal cantando Jardins Proibidos juntamente com Paulo Gonzo na final do concurso em Lisboa. Participou no programa Nasci p´ra música, (TVI - TV Channel); Venceu os festivais da canção Juvenil da Madeira e Festival da canção do Faial em 1996. Estreou-se como ator na série Riscos, RTP e formou parte do elenco de várias séries, telenovelas, filmes e peças de teatro no seu país como a nível internacional por exemplo“Águila Roja, TVE, em Espanha. Acaba de filmar Desierto, um thriller do diretor Jose Luis Endera com estreia prevista no decorrer de 2016. Foi parte do grupo musical extinto dos anos 90,Máximo junto a Carla Teles, Vera Alvarenga e Ruben Madureira, que foram éxito de vendas com o hit de Natal "O Natal Na Minha Terra", lançado pela Editora Vidisco em 1998. Lançou o seu primeiro single Pitiful, escrito e produzido por Jake de Aftershock Records, dia 19 de Setembro de 2011. Em Dezembro de 2011, lançou de maneira gratuita o EP: Pitiful: The echoes EP  que inclui os 8 remixes oficiais de Pitiful  junto à versão acústica do tema. Pitiful foi incluído no recopilatorio “This Beat is Poptronik – Vol I”, lançado por Aztec Records & EQ MUSIC no ano de 2012. O seu segundo single Turn it Up, foi escrito e composto por Carlos Nóbrega, com a colaboração do produtor Arake. Lança um terceiro single, chamado Music Makes you lose control, produzido por DABEAT. Nesse mesmo ano colabora com vários DJ´S e lança juntamente com o DJ português Sky Santos o tema house chill "I Miss you". Entre 2012-2015 fez parte de vários concertos com os seus bailarinos e outros artistas e show cases junto com os Los 40 Principales.

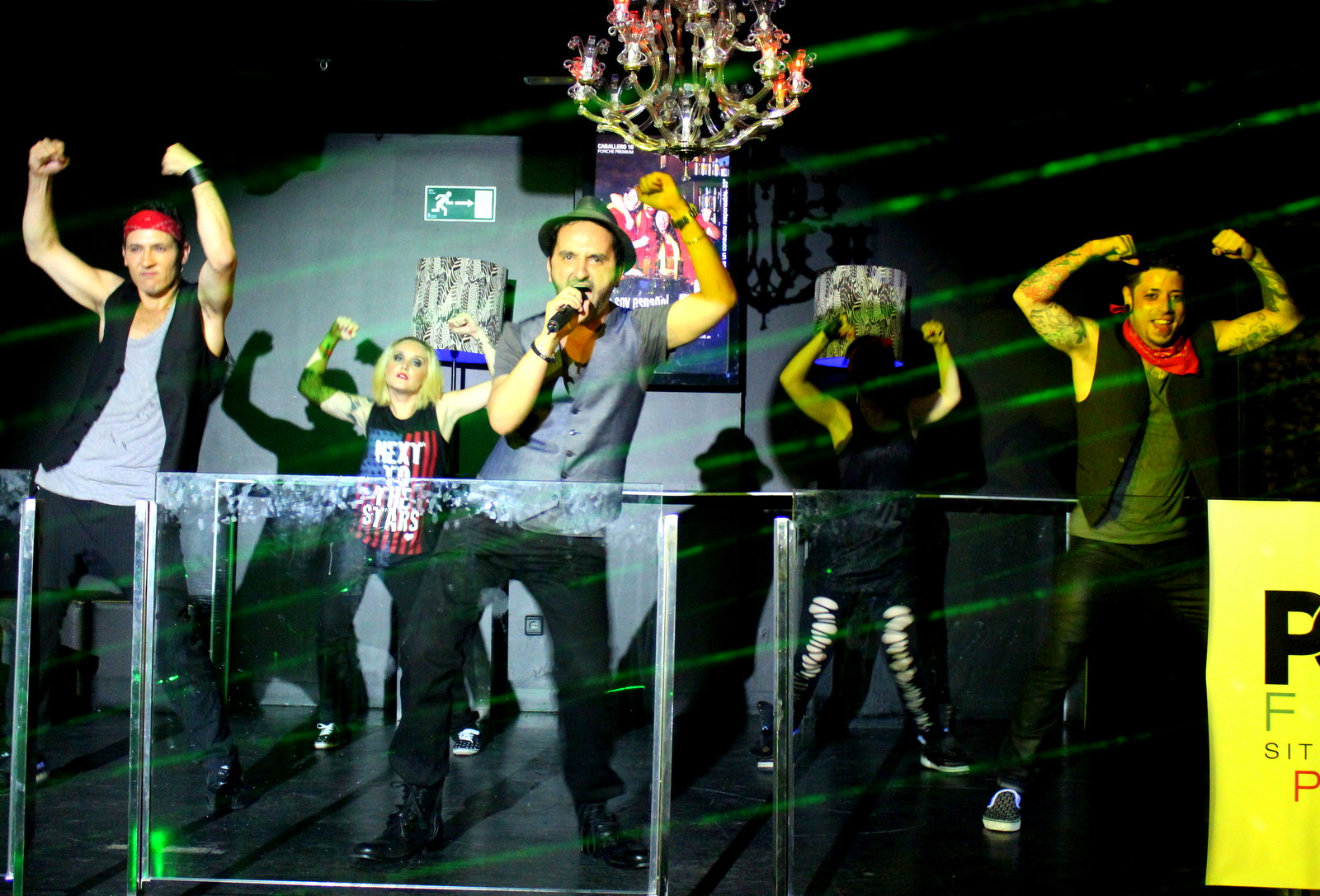
Em concerto, Madrid, 2014

Em Novembro de 2016, lança o cover da conhecida artista Sia, Breathe me. Em Setembro de 2015 oferece um EP de covers chamado, 'ALL OF ME - SONGS I WISH I WROTE ( The Piano sessions EP)' que inclui vários covers de temas de cantores como Sia e John Legend. Carlos lançará no decorrer de 2016 o seu disco chamado The Art of Making Love, TAOML,. A sua música é uma fusão de Pop, Electro e R&B influenciada por outros artistas e produtores internacionais como Chris Brown, Usher, Justin Timberlake, Armin Van Buuren ou Danny Saucedo .

## Discografia

### Álbuns de Estúdio
- 2016: TAOML.

### Álbuns recompilatórios
- 2012: This Beat Is POPTRONIK - Volume One by EQ MUSIC

EP's
- 2015: ALL OF ME - SONGS I WISH I WROTE ( The Piano sessions EP)
- 2012: Pitiful: The echoes EP.

### Singles
- 2011: Pitiful.[19]
- 2012: Turn it up.[20]
- 2012: I miss you.[21]
- 2012: Music makes you lose control.[22]

## Televisão (como ator)
| Ano       | Projeto               | Personagem                 | Canal |  |
| --------- | --------------------- | -------------------------- | ----- |  |
| 2014/2015 | Águila Roja           | Pedro, Hortelano Portugués | TVE   |  |
| 2005/2006 | Morangos com Açúcar   | Rodrigo                    | TVI   |  |
| 1997/1998 | Riscos                | Tiago                      | RTP   |  |
| 1998      | Ora Viva              | Carlos                     | RTP   |  |
| 1997/1998 | O último beijo        | Joaquim                    | TVI   |  |
| 1998/1999 | Médico de Família     | Jonas                      | SIC   |  |
| 1999      | Jornalistas           | Pedro                      | SIC   |  |
| 2002      | Anjo Selvagem         | João                       | TVI   |  |
| 2004      | Inspector Max         | Ricardo                    | TVI   |  |
| 2006      | Aqui não há quem viva | Miguel                     | SIC   |  |
| 2006      | Dei-te quase tudo     | Filipe                     | TVI   |  |
| 2007      | Vingança              | Victor                     | SIC   |  |
| 1998      | Terra Mãe             | Manuel                     | RTP   |  |
| 2008      | Rebelde Way           | Jacinto                    | SIC   |  |

## Cinema (como ator)
| Ano  | Projeto  | Personagem | Diretor          |  |
| ---- | -------- | ---------- | ---------------- |  |
| 2013 | Gunas    | Pedrinha   | Miguel Santos    |  |
| 2016 | Desierto | Raúl       | José Luis Endera |  |

## Teatro(como ator)
| Ano       | Projeto                               | Personagem        | Diretor                       |  |
| --------- | ------------------------------------- | ----------------- | ----------------------------- |  |
| 2001-2004 | Como é que um chapéu pode meter medo. | Aviador           | Victor Palma                  |  |
| 2005-2006 | Otello - Ópera Verdi.                 | Prisioneiro Turco | Antonio Pirolli, Nicolas Joel |  |

## Galeria

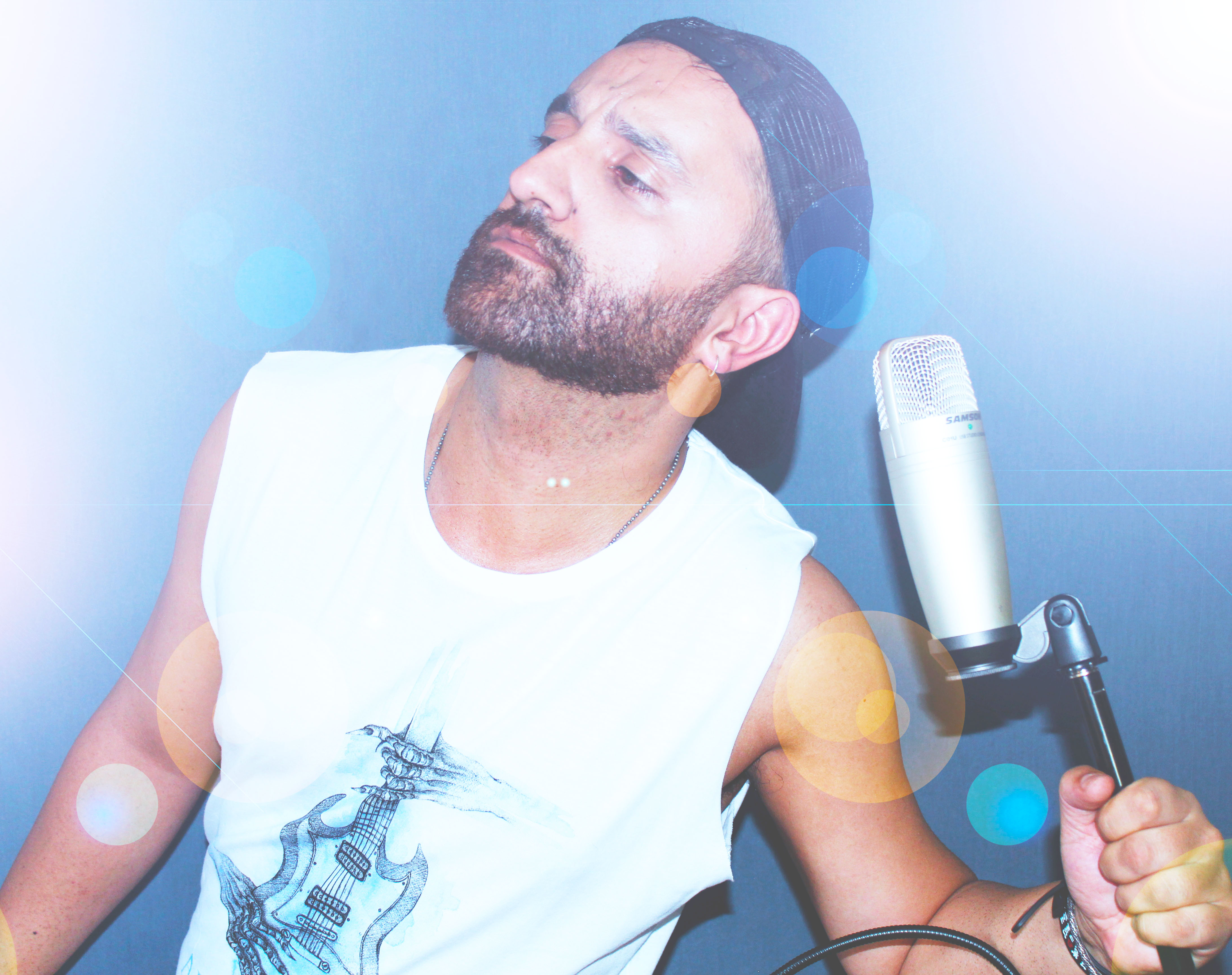
Carlos Nóbrega, Rock Archetype Star 2016
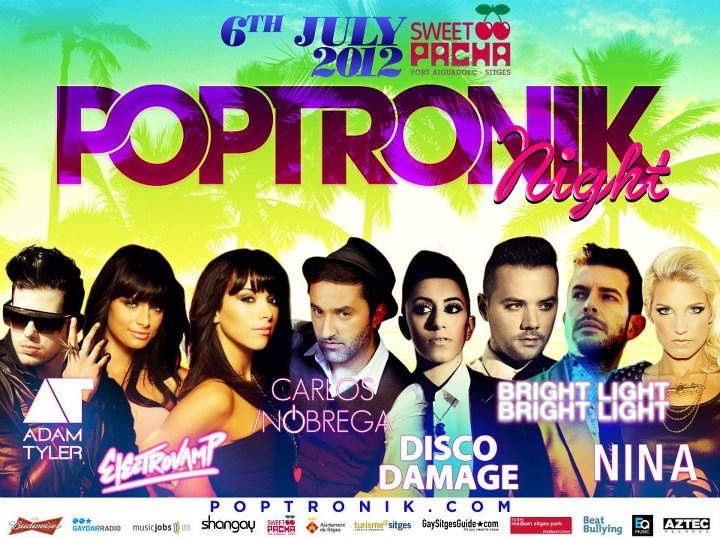
Carlos Nóbrega, Cartaz Poptronik Festival 2013
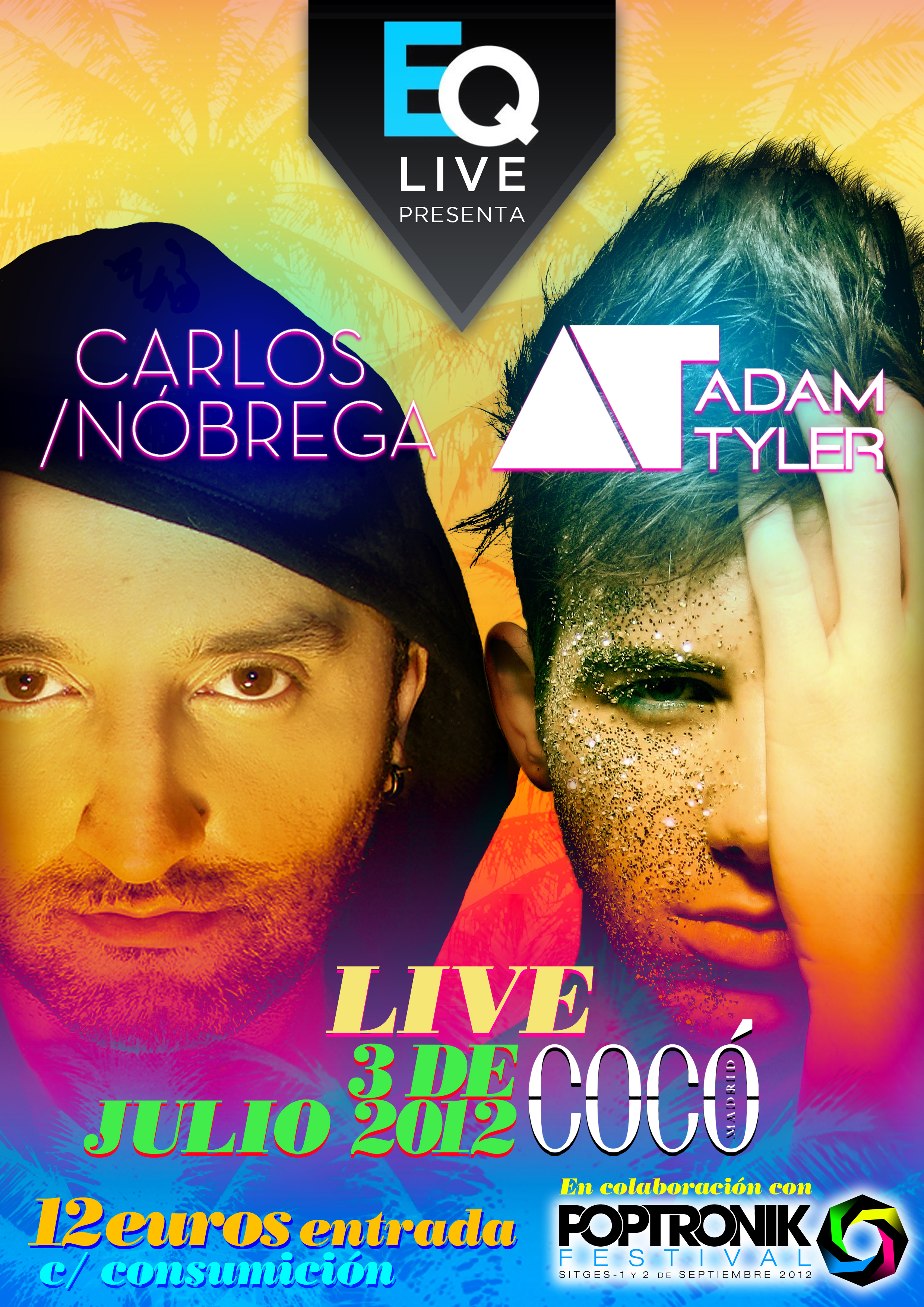
Carlos Nóbrega concerto com Adam Tyler, Madrid 2014
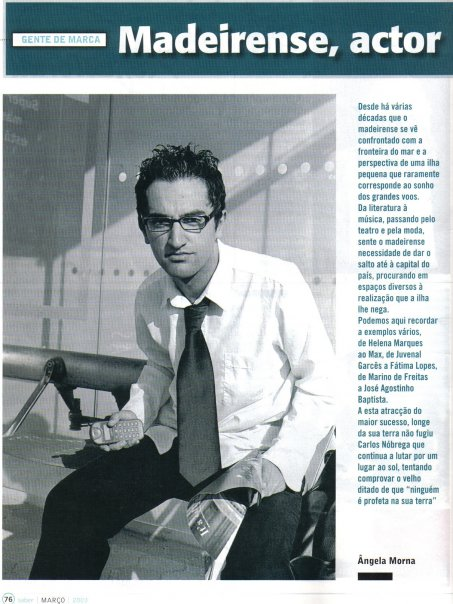
Carlos Nóbrega na revista Saber, Madeira2013
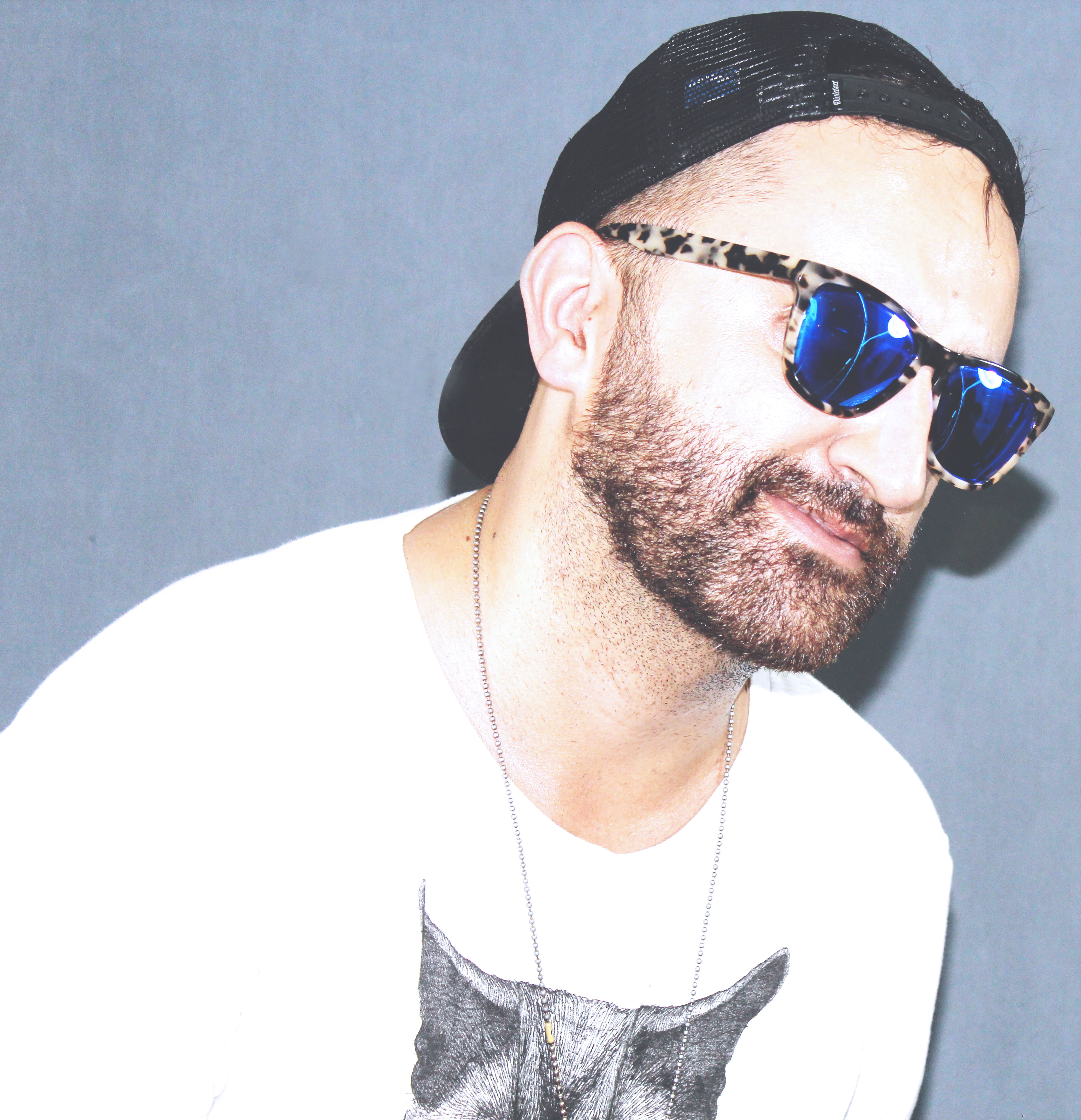
Carlos Nóbrega imagem marca Archetype, 2016

## Livros
| Ano  | Projeto       | ISBN                      | Editora |  |
| ---- | ------------- | ------------------------- | ------- |  |
| 2016 | Mi Respiro    |                           | Bubok   |  |
| 2012 | O meu Respiro | 9892022238, 9789892022239 | Bubok   |  |